# Сульфат алюминия-аммония
Сульфа́т алюми́ния-аммо́ния — неорганическое соединение,
комплексная соль алюминия, аммония и серной кислоты с формулой NH4Al(SO4)2,
бесцветные кристаллы,
растворяется в воде,
образует кристаллогидрат, известный как аммониево-алюминиевые квасцы.

## Получение
- Упаривание при 80 °C смеси сульфата алюминия и сульфата аммония[1]:

{\displaystyle {\mathsf {Al_{2}(SO_{4})_{3}+(NH_{4})_{2}SO_{4}+24H_{2}O\ {\xrightarrow {}}\ 2NH_{4}Al(SO_{4})_{2}\cdot 12H_{2}O\downarrow }}}
- Додекагидрат сульфата алюминия-аммония существует в природе как минерал чермигит[1].

## Физические свойства

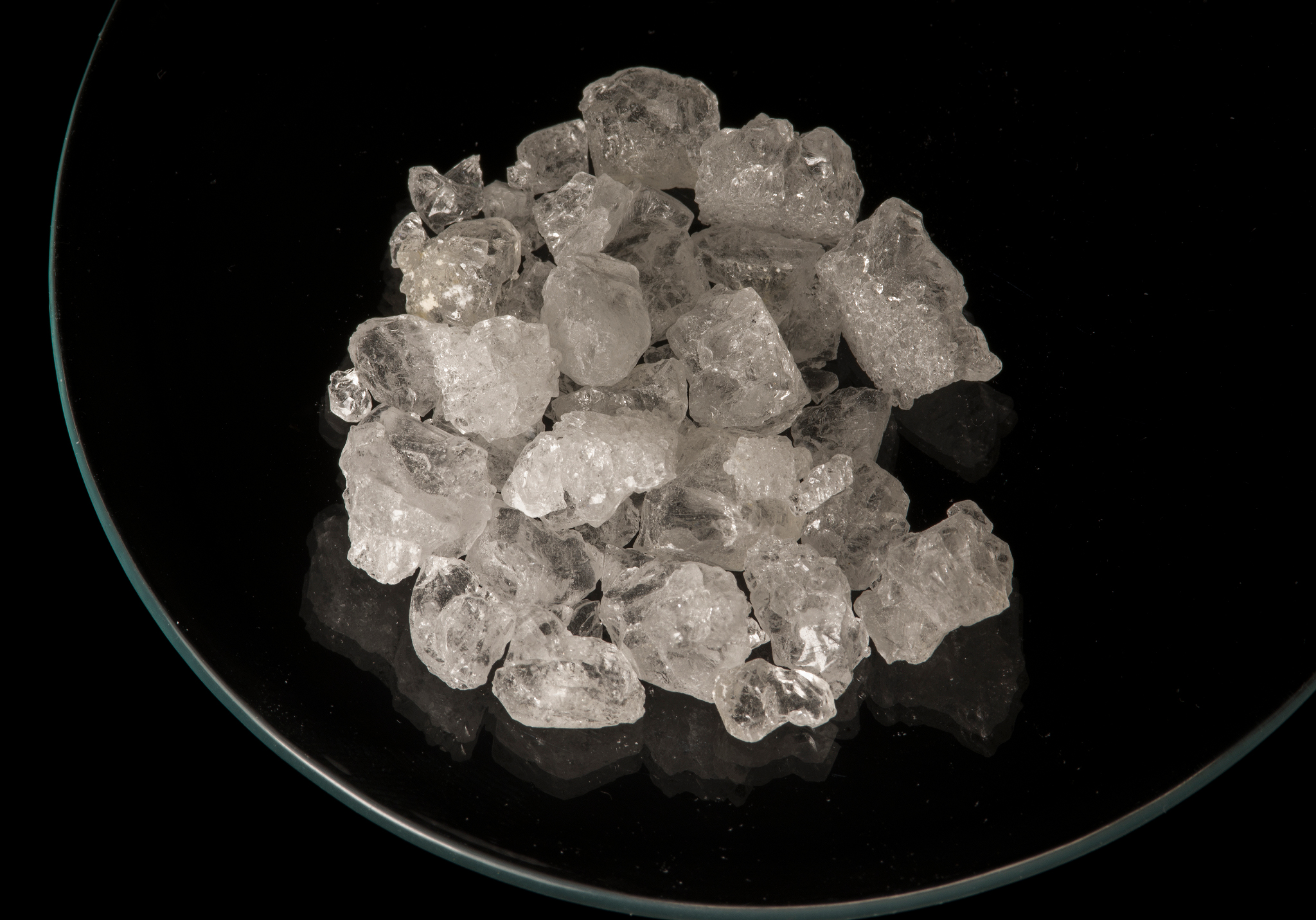
Кристаллы сульфат-алюминий-аммония

Сульфат алюминия-аммония образует бесцветные кристаллы тригональной сингонии, пространственная группа P 32, параметры ячейки a = 0,4724 нм, c = 0,8225 нм, Z = 1.
Образует кристаллогидрат (аммониево-алюминиевые квасцы) состава NH4Al(SO4)2·12H2O, при нормальных условиях — кристаллы кубической сингонии, пространственная группа P a3, параметры ячейки a = 1,2240 нм, Z = 4. Додекагидрат сульфата алюминия-аммония плавится в собственной кристаллизационной воде при +95 °C, теряет 5 молекул воды при +120 °C и 6 молекул — при +200 °C. 
Растворим в воде (9,19 г/100 г при 25 °C в пересчёте на безводное соединение) и глицерине, не растворим в этаноле.

## Применение
- Пищевая добавка E523.
- В медицине — кровоостанавливающее и прижигающее средство[1].
- Протрава при крашении тканей[1].
- Для проклеивания бумаги[1].
- Для дубления кож[1].